# Maksim Saburow
Maksim Zacharowicz Saburow (ros. Максим Захарович Сабуров) (ur. 2 lutego 1900 w Drużkiwce w obwodzie donieckim, zm. 24 marca 1977 w Moskwie) – radziecki polityk, inżynier i ekonomista, trzykrotny przewodniczący Państwowego Komitetu Planowania Gospodarczego (1941–1942 i 1949-1955) i I wicepremier ZSRR (1955-1957). Członek „Grupy Antypartyjnej” usiłującej obalić Chruszczowa w 1957.
Od 1916 tokarz w fabryce w Doniecku, od 1920 członek partii komunistycznej, 1923-1926 słuchacz Komunistycznego Uniwersytetu im. Swierdłowa, później studiował w Instytucie Mechaniczno-Inżynieryjnym w Moskwie, po czym został inżynierem. Od 1921 sekretarz Komsomołu w Bachmucie, później w Konstantynówce. 1926-1928 był propagandzistą partyjnym w rejonie Doniecka. 1928-1933 studiował w Instytucie Baumana w Moskwie, po czym został szefem Biura Technologicznego w moskiewskiej fabryce. Podczas wielkiej czystki szybko awansował, w 1937 został ludowym komisarzem przemysłu ciężkiego. Od 1938 sekretarz Gosplanu (Państwowego Komitetu Planowania Gospodarczego). Od 1940 pierwszy zastępca prezesa Gosplanu, a od 10 marca 1941 do 8 grudnia 1942 jego prezes; ponownie mianowany na to stanowisko 5 marca 1949, sprawował je do 25 maja 1955. Deputowany do Rady Najwyższej ZSRR od 2 do 4 kadencji. 1952-1961 członek Komitetu Centralnego KPZR, a od 16 października 1952 do 29 czerwca 1957 Prezydium (Biura Politycznego) KC KPZR. Od 25 lutego 1955 do 5 lipca 1957 był wicepremierem ZSRR. W czerwcu 1957 przyłączył się do Malenkowa, Kaganowicza i Mołotowa przy próbie obalenia Chruszczowa. Po zniweczeniu tych planów przez Chruszczowa został zwolniony ze stanowiska wicepremiera.

## Odznaczenia
- Order Lenina (trzykrotnie)
- Order Czerwonego Sztandaru Pracy